# 三重県の廃止市町村一覧
三重県の廃止市町村一覧（みえけんのはいししちょうそんいちらん）は、三重県における市制・町村制施行（1889年4月1日）後に、市町村合併や他の自治体に統合されることなどにより廃止した市町村の一覧である。単なる名称の変更は対象としない。
- 町村が「町制」・「市制」を施行し町・市となるケース
  - 「市町村」以外の表記名を変更しなかった自治体は一覧に含まれない。（例：四日市町 → 四日市市）
  - 町制・市制を施行した際に名称を変更した場合も一覧に含まれない。
- 市町村が名称変更した場合は一覧に含まれない。
- 所属郡が変更になった場合は一覧に含まれない。
- 市町村合併で廃止した市町村のケース
  - 編入合併した場合の、存続市町村は廃止に当たらないので一覧に含まれない。
  - 編入合併した場合の、廃止した市町村は一覧に含まれる。
  - 新設合併した場合の、廃止した市町村は一覧に含まれる。
  - 新設合併した場合の、名称が残った市町村も一覧に含まれる。（例：旧・津市 → 新・津市）
- 分割や分立をしたケース
  - 分割で廃止した市町村は一覧に含まれる。（例：宇和野村が井田村・鵜殿村に分割。宇和野村は廃止）
  - 分立で存続した市町村は一覧に含まれない。（例：城南村が小田村から分立。小田村は存続）

## 1899年以前
- 英虞郡三和村 （1894年2月13日）英虞郡志島村・英虞郡名田村・英虞郡畔名村に分割のため
- 南牟婁郡宇和野村 （1894年2月13日）南牟婁郡井田村・南牟婁郡鵜殿村に分割のため

## 1900年代
- 員弁郡北石加村 （1907年4月1日）員弁郡石榑村新設のため
- 員弁郡南石加村 （1907年4月1日）員弁郡石榑村新設のため
- 飯南郡神山村 （1908年4月1日）飯南郡射和村・飯南郡櫛田村に分割編入のため
- 鈴鹿郡（旧）亀山町 （1908年4月1日）鈴鹿郡亀山町新設のため
- 鈴鹿郡槇尾村 （1908年4月1日）鈴鹿郡亀山町新設のため
- 度会郡東二見村 （1908年5月1日）度会郡二見町新設のため
- 度会郡西二見村 （1908年5月1日）度会郡二見町新設のため
- 安濃郡建部村 （1909年4月1日）津市に編入のため
- 安濃郡塔世村 （1909年4月1日）津市に編入のため

## 1910年代
この10年間に県内に廃止市町村なし

## 1920年代
- 飯南郡鈴止村 （1921年1月1日）飯南郡松阪町に編入のため

## 1930年代
- 三重郡塩浜村 （1930年1月1日）四日市市に編入のため
- 三重郡海蔵村 （1930年1月1日）四日市市に編入のため
- 飯南郡神戸村 （1931年4月1日）飯南郡松阪町に編入のため
- 一志郡本村 （1931年4月1日）一志郡久居町に編入のため
- 桑名郡益生村 （1933年3月20日）桑名町に編入のため
- 安濃郡新町 （1934年6月1日）津市に編入のため
- 安濃郡藤水村 （1936年3月1日）津市に編入のため
- 桑名郡西桑名町 （1937年3月20日）桑名郡桑名町に編入のため
- 一志郡高茶屋村 （1939年7月1日）津市に編入のため

## 1940年代
- 一志郡境村 （1940年11月3日）一志郡家城村に編入のため
- 三重郡日永村 （1941年2月11日）四日市市に編入のため
- 三重郡常磐村 （1941年2月11日）四日市市に編入のため
- 三重郡羽津村 （1941年2月11日）四日市市に編入のため
- 三重郡富田町 （1941年2月11日）四日市市に編入のため
- 三重郡富洲原町 （1941年2月11日）四日市市に編入のため
- 員弁郡大泉原村 （1941年2月11日）員弁郡員弁町新設のため
- 員弁郡笠田村 （1941年2月11日）員弁郡員弁町新設のため
- 員弁郡大泉村 （1941年2月11日）員弁郡員弁町新設のため
- 度会郡神社町 （1941年5月5日）宇治山田市に編入のため
- 阿山郡上野町 （1941年9月10日）上野市新設のため
- 阿山郡小田村 （1941年9月10日）上野市新設のため
- 阿山郡三田村 （1941年9月10日）上野市新設のため
- 阿山郡城南村 （1941年9月10日）上野市新設のため
- 阿山郡新居村 （1941年9月10日）上野市新設のため
- 阿山郡長田村 （1941年9月10日）上野市新設のため
- 阿山郡花之木村 （1941年9月10日）上野市新設のため
- 名賀郡蔵持村 （1942年5月5日）名賀郡名張町に編入のため
- 名賀郡薦原村 （1942年5月5日）名賀郡名張町に編入のため
- 名賀郡箕曲村 （1942年5月5日）名賀郡名張町に編入のため
- 志摩郡坂手村 （1942年6月10日）志摩郡鳥羽町に編入のため
- 鈴鹿郡国府村 （1942年12月1日）鈴鹿市新設のため
- 鈴鹿郡庄野村 （1942年12月1日）鈴鹿市新設のため
- 鈴鹿郡高津瀬村 （1942年12月1日）鈴鹿市新設のため
- 鈴鹿郡牧田村 （1942年12月1日）鈴鹿市新設のため
- 鈴鹿郡石薬師村 （1942年12月1日）鈴鹿市新設のため
- 河芸郡白子町 （1942年12月1日）鈴鹿市新設のため
- 河芸郡神戸町 （1942年12月1日）鈴鹿市新設のため
- 河芸郡稲生村 （1942年12月1日）鈴鹿市新設のため
- 河芸郡飯野村 （1942年12月1日）鈴鹿市新設のため
- 河芸郡河曲村 （1942年12月1日）鈴鹿市新設のため
- 河芸郡一ノ宮村 （1942年12月1日）鈴鹿市新設のため
- 河芸郡箕田村 （1942年12月1日）鈴鹿市新設のため
- 河芸郡玉垣村 （1942年12月1日）鈴鹿市新設のため
- 河芸郡若松村 （1942年12月1日）鈴鹿市新設のため
- 安濃郡神戸村 （1943年8月31日）津市に編入のため
- 安濃郡安東村 （1943年8月31日）津市に編入のため
- 安濃郡櫛形村 （1943年8月31日）津市に編入のため
- 三重郡四郷村 （1943年9月15日）四日市市に編入のため
- 三重郡内部村 （1943年9月15日）四日市市に編入のため
- 度会郡大湊町 （1943年12月1日）宇治山田市に編入のため
- 度会郡宮本村 （1943年12月1日）宇治山田市に編入のため
- 度会郡浜郷村 （1943年12月1日）宇治山田市に編入のため
- 飯南郡松江村 （1948年12月25日）松阪市に編入のため
- 飯南郡朝見村 （1948年12月25日）松阪市に編入のため

## 1950年代
- 阿山郡府中村 （1950年8月1日）上野市に編入のため
- 名賀郡猪田村 （1950年8月1日）上野市に編入のため
- 北牟婁郡二郷村 （1950年12月15日）北牟婁郡長島町に編入のため
- 阿山郡友生村 （1950年12月16日）上野市に編入のため
- 阿山郡中瀬村 （1950年12月16日）上野市・阿山郡山田村に編入のため
- 桑名郡桑部村 （1951年3月2日）桑名市に編入のため
- 桑名郡在良村 （1951年3月2日）桑名市に編入のため
- 員弁郡七和村 （1951年3月2日）桑名市に編入のため
- 名賀郡美濃波多村 （1951年4月1日）名賀郡名張町に編入のため
- 名賀郡比奈知村 （1951年4月1日）名賀郡名張町に編入のため
- 名賀郡錦生村 （1951年4月1日）名賀郡名張町に編入のため
- 飯南郡伊勢寺村 （1951年12月1日）松阪市に編入のため
- 河芸郡一身田町 （1954年1月15日）津市に編入のため
- 三重郡小山田村 （1954年3月31日）四日市市に編入のため
- 名張郡名張町 （1954年3月31日）名張市新設のため
- 名張郡滝川村 （1954年3月31日）名張市新設のため
- 名張郡箕曲村 （1954年3月31日）名張市新設のため
- 名張郡国津村  （1954年3月31日）名張市新設のため
- 北牟婁郡尾鷲町 （1954年6月20日）尾鷲市新設のため
- 北牟婁郡須賀利村 （1954年6月20日）尾鷲市新設のため
- 北牟婁郡九鬼村 （1954年6月20日）尾鷲市新設のため
- 南牟婁郡北輪内村 （1954年6月20日）尾鷲市新設のため
- 南牟婁郡南輪内村 （1954年6月20日）尾鷲市新設のため
- 三重郡川島村 （1954年7月1日）四日市市に編入のため
- 三重郡神前村 （1954年7月1日）四日市市に編入のため
- 三重郡桜村 （1954年7月1日）四日市市に編入のため
- 三重郡三重村 （1954年7月1日）四日市市に編入のため
- 三重郡県村 （1954年7月1日）四日市市に編入のため
- 三重郡八郷村 （1954年7月1日）四日市市に編入のため
- 三重郡下野村 （1954年7月1日）四日市市に編入のため
- 三重郡大矢知村 （1954年7月1日）四日市市に編入のため
- 三重郡河原田村 （1954年7月1日）四日市市に編入のため
- 河芸郡白塚町 （1954年8月1日）津市に編入のため
- 河芸郡栗真村 （1954年8月1日）津市に編入のため
- 安濃郡片田村 （1954年8月1日）津市に編入のため
- 河芸郡合川村 （1954年8月1日）鈴鹿市に編入のため
- 河芸郡天名村 （1954年8月1日）鈴鹿市に編入のため
- 河芸郡栄村 （1954年8月1日）鈴鹿市に編入のため
- 北牟婁郡引本町 （1954年8月1日）北牟婁郡海山町新設のため
- 北牟婁郡相賀町 （1954年8月1日）北牟婁郡海山町新設のため
- 北牟婁郡船津村 （1954年8月1日）北牟婁郡海山町新設のため
- 北牟婁郡桂城村 （1954年8月1日）北牟婁郡海山町新設のため
- 志摩郡波切町 （1954年8月1日）志摩郡大王町新設のため
- 志摩郡船越村 （1954年8月1日）志摩郡大王町新設のため
- 志摩郡名田村 （1954年8月1日）志摩郡大王町新設のため
- 鈴鹿郡亀山町 （1954年10月1日）亀山市新設のため
- 鈴鹿郡昼生村 （1954年10月1日）亀山市新設のため
- 鈴鹿郡井田川村 （1954年10月1日）亀山市新設のため
- 鈴鹿郡川崎村 （1954年10月1日）亀山市新設のため
- 鈴鹿郡野登村 （1954年10月1日）亀山市新設のため
- 安濃郡辰水村 （1954年10月1日）安濃郡美里村新設のため
- 安濃郡長野村 （1954年10月1日）安濃郡美里村新設のため
- 安濃郡高宮村 （1954年10月1日）安濃郡美里村新設のため
- 阿山郡河合村 （1954年10月1日）阿山郡阿拝村新設のため
- 阿山郡玉滝村 （1954年10月1日）阿山郡阿拝村新設のため
- 飯南郡花岡町 （1954年10月15日）松阪市に編入のため
- 飯南郡西黒部村 （1954年10月15日）松阪市に編入のため
- 飯南郡港村 （1954年10月15日）松阪市に編入のため
- 飯南郡松尾村 （1954年10月15日）松阪市に編入のため
- 多気郡東黒部村 （1954年10月15日）松阪市に編入のため
- 一志郡阿坂村 （1954年10月15日）松阪市に編入のため
- 一志郡松ヶ崎村 （1954年10月15日）松阪市に編入のため
- 河芸郡豊津村 （1954年10月15日）河芸郡河芸町新設のため
- 河芸郡上野村 （1954年10月15日）河芸郡河芸町新設のため
- 河芸郡黒田村 （1954年10月15日）河芸郡河芸町新設のため
- 南牟婁郡井田村 （1954年10月31日）南牟婁郡紀宝町新設のため
- 南牟婁郡御船村 （1954年10月31日）南牟婁郡紀宝町新設のため
- 南牟婁郡相野谷村 （1954年10月31日）南牟婁郡紀宝町新設のため
- 志摩郡鳥羽町 （1954年11月1日）鳥羽市新設のため
- 志摩郡加茂村 （1954年11月1日）鳥羽市新設のため
- 志摩郡長岡村 （1954年11月1日）鳥羽市新設のため
- 志摩郡鏡浦村 （1954年11月1日）鳥羽市新設のため
- 志摩郡桃取村 （1954年11月1日）鳥羽市新設のため
- 志摩郡答志村 （1954年11月1日）鳥羽市新設のため
- 志摩郡菅島村 （1954年11月1日）鳥羽市新設のため
- 志摩郡神島村 （1954年11月1日）鳥羽市新設のため
- 南牟婁郡木本町 （1954年11月3日）熊野市新設のため
- 南牟婁郡荒坂村 （1954年11月3日）熊野市新設のため
- 南牟婁郡新鹿村 （1954年11月3日）熊野市新設のため
- 南牟婁郡泊村 （1954年11月3日）熊野市新設のため
- 南牟婁郡有井村 （1954年11月3日）熊野市新設のため
- 南牟婁郡神川村 （1954年11月3日）熊野市新設のため
- 南牟婁郡五郷村 （1954年11月3日）熊野市新設のため
- 南牟婁郡飛鳥村 （1954年11月3日）熊野市新設のため
- 員弁郡大長村 （1954年11月3日）員弁郡東員村新設のため
- 員弁郡稲部村 （1954年11月3日）員弁郡東員村新設のため
- 員弁郡神田村 （1954年11月3日）員弁郡東員村新設のため
- 志摩郡和具町 （1954年12月1日）志摩郡志摩町新設のため
- 志摩郡片田村 （1954年12月1日）志摩郡志摩町新設のため
- 志摩郡布施田村 （1954年12月1日）志摩郡志摩町新設のため
- 志摩郡越賀村 （1954年12月1日）志摩郡志摩町新設のため
- 志摩郡御座村 （1954年12月1日）志摩郡志摩町新設のため
- 阿山郡阿拝村 （1954年12月20日）阿山郡阿山村新設のため
- 阿山郡鞆田村 （1954年12月20日）阿山郡阿山村新設のため
- 度会郡豊浜村 （1955年1月1日）宇治山田市（即日改称、伊勢市）に編入のため
- 度会郡北浜村 （1955年1月1日）宇治山田市（即日改称、伊勢市）に編入のため
- 度会郡城田村 （1955年1月1日）宇治山田市（即日改称、伊勢市）に編入のため
- 度会郡四郷村 （1955年1月1日）宇治山田市（即日改称、伊勢市）に編入のため
- 阿山郡西柘植村 （1955年1月1日）阿山郡春日村新設のため
- 阿山郡壬生野村 （1955年1月1日）阿山郡春日村新設のため
- 志摩郡鵜方町 （1955年1月1日）志摩郡阿児町新設のため
- 志摩郡神明村 （1955年1月1日）志摩郡阿児町新設のため
- 志摩郡立神村 （1955年1月1日）志摩郡阿児町新設のため
- 志摩郡志島村 （1955年1月1日）志摩郡阿児町新設のため
- 志摩郡甲賀村 （1955年1月1日）志摩郡阿児町新設のため
- 志摩郡国府村 （1955年1月1日）志摩郡阿児町新設のため
- 志摩郡安乗村 （1955年1月1日）志摩郡阿児町新設のため
- 北牟婁郡（旧）長島町 （1955年1月1日）北牟婁郡長島町新設のため
- 北牟婁郡三野瀬村 （1955年1月1日）北牟婁郡長島町新設のため
- 名賀郡花垣村 （1955年1月1日）上野市に編入のため
- 名賀郡依那古村 （1955年1月1日）上野市に編入のため
- 名賀郡比自岐村 （1955年1月1日）上野市に編入のため
- 桑名郡（旧）多度町 （1955年1月10日）桑名郡多度町新設のため
- 桑名郡野代村 （1955年1月10日）桑名郡多度町新設のため
- 桑名郡古浜村 （1955年1月10日）桑名郡多度町新設のため
- 桑名郡古美村 （1955年1月10日）桑名郡多度町新設のため
- 桑名郡七取村 （1955年1月10日）桑名郡多度町新設のため
- 安濃郡草生村 （1955年1月15日）安濃郡協和村新設のため
- 安濃郡村主村 （1955年1月15日）安濃郡協和村新設のため
- 安濃郡安濃村 （1955年1月15日）安濃郡協和村新設のため
- 安濃郡明合村 （1955年1月15日）安濃郡協和村新設のため
- 一志郡大井村 （1955年1月15日）一志郡一志町新設のため
- 一志郡波瀬村 （1955年1月15日）一志郡一志町新設のため
- 一志郡川合村 （1955年1月15日）一志郡一志町新設のため
- 一志郡高岡村 （1955年1月15日）一志郡一志町新設のため
- 桑名郡深谷村 （1955年2月1日）桑名市に編入のため
- 桑名郡久米村 （1955年2月1日）桑名市・員弁郡東員村に分割編入のため
- 鈴鹿郡神辺村 （1955年2月1日）亀山市・鈴鹿郡関町に分割編入のため
- 鈴鹿郡白川村 （1955年2月1日）亀山市・鈴鹿郡関町に分割編入のため
- 阿山郡（旧）阿山村 （1955年2月1日）阿山郡阿山村新設のため
- 阿山郡丸柱村 （1955年2月1日）分割し、阿山郡阿山村新設・上野市に編入のため
- 北牟婁郡赤羽村 （1955年2月5日）北牟婁郡長島町に編入のため
- 度会郡五ヶ所町 （1955年2月11日）度会郡南勢町新設のため
- 度会郡穂原村 （1955年2月11日）度会郡南勢町新設のため
- 度会郡南海村 （1955年2月11日）度会郡南勢町新設のため
- 度会郡宿田曽村 （1955年2月11日）度会郡南勢町新設のため
- 度会郡神原村 （1955年2月11日）度会郡南勢町・志摩郡磯部町新設のため
- 志摩郡磯部村 （1955年2月11日）志摩郡磯部町新設のため
- 志摩郡的矢村 （1955年2月11日）志摩郡磯部町新設のため
- 南牟婁郡上川村 （1955年3月1日）南牟婁郡紀和町新設のため
- 南牟婁郡入鹿村 （1955年3月1日）南牟婁郡紀和町新設のため
- 南牟婁郡西山村 （1955年3月1日）南牟婁郡紀和町新設のため
- 一志郡（旧）久居町 （1955年3月1日）一志郡久居町新設のため
- 一志郡桃園村 （1955年3月1日）一志郡久居町新設のため
- 一志郡戸木村 （1955年3月1日）一志郡久居町新設のため
- 一志郡七栗村 （1955年3月1日）一志郡久居町新設のため
- 一志郡稲葉村 （1955年3月1日）一志郡久居町新設のため
- 一志郡榊原村 （1955年3月1日）一志郡久居町新設のため
- 名賀郡神戸村 （1955年3月1日）上野市に編入のため
- 名賀郡阿保町 （1955年3月1日）名賀郡青山町新設のため
- 名賀郡上津村 （1955年3月1日）名賀郡青山町新設のため
- 名賀郡種生村 （1955年3月1日）名賀郡青山町新設のため
- 名賀郡矢持村 （1955年3月1日）名賀郡青山町新設のため
- 一志郡家城町 （1955年3月15日）一志郡白山町新設のため
- 一志郡川口村 （1955年3月15日）一志郡白山町新設のため
- 一志郡大三村 （1955年3月15日）一志郡白山町新設のため
- 一志郡倭村 （1955年3月15日）一志郡白山町新設のため
- 一志郡八ツ山村 （1955年3月15日）一志郡白山町新設のため
- 一志郡中郷村 （1955年3月15日）一志郡嬉野町新設のため
- 一志郡豊地村 （1955年3月15日）一志郡嬉野町新設のため
- 一志郡中川村 （1955年3月15日）一志郡嬉野町新設のため
- 一志郡豊田村 （1955年3月15日）一志郡嬉野町新設のため
- 一志郡中原村 （1955年3月15日）一志郡嬉野町新設のため
- 一志郡宇気郷村 （1955年3月15日）一志郡嬉野町新設・松阪市に編入のため
- 一志郡竹原村 （1955年3月15日）一志郡美杉村新設のため
- 一志郡八知村 （1955年3月15日）一志郡美杉村新設のため
- 一志郡太郎生村 （1955年3月15日）一志郡美杉村新設のため
- 一志郡伊勢地村 （1955年3月15日）一志郡美杉村新設のため
- 一志郡八幡村 （1955年3月15日）一志郡美杉村新設のため
- 一志郡多気村 （1955年3月15日）一志郡美杉村新設のため
- 一志郡下之川村 （1955年3月15日）一志郡美杉村新設のため
- 一志郡米ノ庄村 （1955年3月21日）一志郡三雲村新設のため
- 一志郡天白村 （1955年3月21日）一志郡三雲村新設のため
- 一志郡鵲村 （1955年3月21日）一志郡三雲村新設のため
- 一志郡小野江村 （1955年3月21日）一志郡三雲村新設のため
- 多気郡相可町 （1955年3月31日）多気郡多気町新設のため
- 多気郡佐奈村 （1955年3月31日）多気郡多気町新設のため
- 多気郡津田村 （1955年3月31日）多気郡多気町新設のため
- 度会郡沼木村 （1955年4月1日）伊勢市に編入のため
- 飯南郡漕代村 （1955年4月1日）松阪市に編入のため
- 飯南郡射和村 （1955年4月1日）松阪市に編入のため
- 飯南郡茅広江村 （1955年4月1日）松阪市に編入のため
- 飯南郡大石村 （1955年4月1日）松阪市に編入のため
- 桑名郡（旧）長島町 （1955年4月1日）桑名郡長島町新設のため
- 桑名郡楠村 （1955年4月1日）桑名郡長島町新設のため
- 度会郡吉津町 （1955年4月1日）度会郡南島町新設のため
- 度会郡島津村 （1955年4月1日）度会郡南島町新設のため
- 度会郡鵜倉村 （1955年4月1日）度会郡南島町新設のため
- 度会郡中島村 （1955年4月1日）度会郡南島町新設のため
- 三重郡朝上村 （1955年4月1日）三重郡朝明村新設のため
- 三重郡千種村 （1955年4月1日）三重郡朝明村新設のため
- 多気郡大淀町 （1955年4月1日）多気郡三和町新設のため
- 多気郡上御糸村 （1955年4月1日）多気郡三和町新設のため
- 多気郡下御糸村 （1955年4月1日）多気郡三和町新設のため
- 度会郡小川郷村 （1955年4月1日）度会郡度会村新設のため
- 度会郡内城田村 （1955年4月1日）度会郡度会村新設のため
- 度会郡一之瀬村 （1955年4月1日）度会郡度会村新設のため
- 度会郡中川村 （1955年4月1日）度会郡度会村新設のため
- 員弁郡阿下喜町 （1955年4月1日）員弁郡北勢町新設のため
- 員弁郡十社村 （1955年4月1日）員弁郡北勢町新設のため
- 員弁郡山郷村 （1955年4月1日）員弁郡北勢町新設のため
- 員弁郡東藤原村 （1955年4月3日）員弁郡藤原村新設のため
- 員弁郡西藤原村 （1955年4月3日）員弁郡藤原村新設のため
- 員弁郡白瀬村 （1955年4月3日）員弁郡藤原村新設のため
- 員弁郡立田村 （1955年4月3日）員弁郡藤原村新設のため
- 員弁郡中里村 （1955年4月3日）員弁郡藤原村新設のため
- 度会郡田丸町 （1955年4月10日）度会郡玉城町新設のため
- 度会郡東外城田村 （1955年4月10日）度会郡玉城町新設のため
- 度会郡有田村 （1955年4月10日）分割し、度会郡玉城町・度会郡小俣町新設のため
- 度会郡（旧）小俣町 （1955年4月10日）度会郡小俣町新設のため
- 阿山郡山田村 （1955年4月13日）阿山郡大山田村新設のため
- 阿山郡布引村 （1955年4月13日）阿山郡大山田村新設のため
- 阿山郡阿波村 （1955年4月13日）阿山郡大山田村新設のため
- 多気郡斎宮村 （1955年4月15日）多気郡斎明村新設のため
- 多気郡明星村 （1955年4月15日）多気郡斎明村新設のため
- 多気郡五ヶ谷村 （1955年4月15日）多気郡勢和村新設のため
- 多気郡丹生村 （1955年4月15日）多気郡勢和村新設のため
- 鈴鹿郡（旧）関町 （1955年4月17日）鈴鹿郡関町新設のため
- 鈴鹿郡坂下村 （1955年4月17日）鈴鹿郡関町新設のため
- 鈴鹿郡加太村 （1955年4月17日）鈴鹿郡関町新設のため
- 員弁郡治田村 （1955年8月1日）員弁郡北勢町に編入のため
- 多気郡荻原村 （1956年5月3日）多気郡宮川村新設のため
- 多気郡領内村 （1956年5月3日）多気郡宮川村新設のため
- 飯南郡粥見町 （1956年8月1日）飯南郡飯南町新設のため
- 飯南郡柿野町 （1956年8月1日）飯南郡飯南町新設のため
- 飯南郡宮前村 （1956年8月1日）飯南郡飯高町新設のため
- 飯南郡川俣村 （1956年8月1日）飯南郡飯高町新設のため
- 飯南郡森村 （1956年8月1日）飯南郡飯高町新設のため
- 飯南郡波瀬村 （1956年8月1日）飯南郡飯高町新設のため
- 桑名郡城南村 （1956年9月1日）桑名市に編入のため
- 三重郡（旧）菰野町 （1956年9月30日）三重郡菰野町新設のため
- 三重郡鵜川原村 （1956年9月30日）三重郡菰野町新設のため
- 三重郡竹永村 （1956年9月30日）三重郡菰野町新設のため
- 多気郡三瀬谷町 （1956年9月30日）多気郡大台町新設のため
- 多気郡川添村 （1956年9月30日）多気郡大台町新設のため
- 度会郡下外城田村 （1956年9月30日）度会郡玉城町に編入のため
- 度会郡滝原町 （1956年9月30日）度会郡大宮町新設のため
- 度会郡七保村 （1956年9月30日）度会郡大宮町新設のため
- 志摩郡畔名村 （1956年9月30日）志摩郡大王町に編入のため
- 安濃郡椋本村 （1956年9月30日）安芸郡芸濃町新設のため
- 安濃郡明村 （1956年9月30日）安芸郡芸濃町新設のため
- 安濃郡安西村 （1956年9月30日）安芸郡芸濃町新設のため
- 安濃郡雲林院村 （1956年9月30日）安芸郡芸濃町新設のため
- 安濃郡河内村 （1956年9月30日）安芸郡芸濃町新設のため
- 桑名郡伊曽島村 （1956年9月30日）桑名郡長島町に編入のため
- 員弁郡石榑村 （1956年9月30日）員弁郡石加村新設のため
- 員弁郡丹生川村 （1956年9月30日）員弁郡石加村新設のため
- 鈴鹿郡深伊沢村 （1956年9月30日）鈴鹿郡鈴峰村新設のため
- 鈴鹿郡庄内村 （1956年9月30日）鈴鹿郡鈴峰村新設のため
- 鈴鹿郡久間田村 （1956年9月30日）鈴鹿郡三鈴村新設のため
- 鈴鹿郡椿村 （1956年9月30日）鈴鹿郡三鈴村新設のため
- 南牟婁郡市木村 （1956年9月30日）南牟婁郡市木尾呂志村新設のため
- 南牟婁郡尾呂志村 （1956年9月30日）南牟婁郡市木尾呂志村新設のため
- 三重郡朝明村 （1957年1月15日）三重郡菰野町に編入のため
- 安芸郡大里村 （1957年1月15日）安芸郡豊里村新設のため
- 安芸郡高野尾村 （1957年1月15日）安芸郡豊里村新設のため
- 北牟婁郡錦町 （1957年2月1日）度会郡紀勢町新設のため
- 度会郡柏崎村 （1957年2月1日）度会郡紀勢町新設のため
- 三重郡水沢村 （1957年4月15日）四日市市に編入のため
- 三重郡保々村 （1957年4月15日）四日市市に編入のため
- 鈴鹿郡三鈴村 （1957年4月15日）四日市市・鈴鹿市に分割編入のため
- 名賀郡古山村 （1957年7月1日）名張市・上野市に分割編入のため
- 飯南郡大河内村 （1957年10月1日）松阪市に編入のため
- 飯南郡櫛田村 （1957年10月1日）松阪市に編入のため
- 南牟婁郡阿田和町 （1958年9月1日）南牟婁郡御浜町新設のため
- 南牟婁郡神志山村 （1958年9月1日）南牟婁郡御浜町新設のため
- 南牟婁郡市木尾呂志村 （1958年9月1日）南牟婁郡御浜町新設のため
- 多気郡三和町 （1958年9月3日）多気郡神郷町（即日改称、明和町）新設のため
- 多気郡斎明村 （1958年9月3日）多気郡神郷町（即日改称、明和町）新設のため
- 多気郡（旧）宮川村 （1959年1月10日）多気郡宮川村新設のため
- 多気郡大杉谷村 （1959年1月10日）多気郡宮川村新設のため
- 阿山郡柘植町 （1959年1月10日）阿山郡伊賀町新設のため
- 阿山郡春日村 （1959年1月10日）阿山郡伊賀町新設のため
- 多気郡西外城田村 （1959年4月15日）多気郡多気町に編入のため
- 員弁郡梅戸井町 （1959年4月20日）員弁郡大安町新設のため
- 員弁郡三里村 （1959年4月20日）員弁郡大安町新設のため

## 1960年代
- 員弁郡（旧）大安町 （1963年4月1日）員弁郡大安町新設のため
- 員弁郡石加村 （1963年4月1日）員弁郡大安町新設のため
- 鈴鹿郡鈴峰村 （1967年4月1日）鈴鹿市に編入のため

## 1970年代
- 安芸郡豊里村 （1973年2月1日）津市に編入のため

## 1980年 - 1999年
この20年間に県内に廃止市町村なし

## 2000年以降
- 員弁郡北勢町 （2003年12月1日）いなべ市新設のため
- 員弁郡員弁町 （2003年12月1日）いなべ市新設のため
- 員弁郡大安町 （2003年12月1日）いなべ市新設のため
- 員弁郡藤原町 （2003年12月1日）いなべ市新設のため
- 志摩郡浜島町 （2004年10月1日）志摩市新設のため
- 志摩郡大王町 （2004年10月1日）志摩市新設のため
- 志摩郡志摩町 （2004年10月1日）志摩市新設のため
- 志摩郡阿児町 （2004年10月1日）志摩市新設のため
- 志摩郡磯部町 （2004年10月1日）志摩市新設のため
- 上野市 （2004年11月1日）伊賀市新設のため
- 阿山郡伊賀町 （2004年11月1日）伊賀市新設のため
- 阿山郡島ヶ原村 （2004年11月1日）伊賀市新設のため
- 阿山郡阿山町 （2004年11月1日）伊賀市新設のため
- 阿山郡大山田村 （2004年11月1日）伊賀市新設のため
- 名賀郡青山町 （2004年11月1日）伊賀市新設のため
- 旧・桑名市 （2004年12月6日）桑名市新設のため
- 桑名郡多度町 （2004年12月6日）桑名市新設のため
- 桑名郡長島町 （2004年12月6日）桑名市新設のため
- 旧・松阪市 （2005年1月1日）松阪市新設のため
- 一志郡嬉野町 （2005年1月1日）松阪市新設のため
- 一志郡三雲町 （2005年1月1日）松阪市新設のため
- 飯南郡飯南町 （2005年1月1日）松阪市新設のため
- 飯南郡飯高町 （2005年1月1日）松阪市新設のため
- 旧・亀山市 （2005年1月11日）亀山市新設のため
- 鈴鹿郡関町 （2005年1月11日）亀山市新設のため
- 三重郡楠町 （2005年2月7日）四日市市に編入のため
- 度会郡大宮町 （2005年2月14日）度会郡大紀町新設のため
- 度会郡紀勢町 （2005年2月14日）度会郡大紀町新設のため
- 度会郡大内山村 （2005年2月14日）度会郡大紀町新設のため
- 度会郡南勢町 （2005年10月1日）度会郡南伊勢町新設のため
- 度会郡南島町 （2005年10月1日）度会郡南伊勢町新設のため
- 北牟婁郡紀伊長島町 （2005年10月11日）北牟婁郡紀北町新設のため
- 北牟婁郡海山町 （2005年10月11日）北牟婁郡紀北町新設のため
- 旧・伊勢市 （2005年11月1日）伊勢市新設のため
- 度会郡二見町 （2005年11月1日）伊勢市新設のため
- 度会郡小俣町 （2005年11月1日）伊勢市新設のため
- 度会郡御薗村 （2005年11月1日）伊勢市新設のため
- 旧・熊野市 （2005年11月1日）熊野市新設のため
- 南牟婁郡紀和町 （2005年11月1日）熊野市新設のため
- 旧・津市 （2006年1月1日）津市新設のため
- 久居市 （2006年1月1日）津市新設のため
- 安芸郡河芸町 （2006年1月1日）津市新設のため
- 安芸郡芸濃町 （2006年1月1日）津市新設のため
- 安芸郡美里村 （2006年1月1日）津市新設のため
- 安芸郡安濃町 （2006年1月1日）津市新設のため
- 一志郡香良洲町 （2006年1月1日）津市新設のため
- 一志郡一志町 （2006年1月1日）津市新設のため
- 一志郡白山町 （2006年1月1日）津市新設のため
- 一志郡美杉村 （2006年1月1日）津市新設のため
- 多気郡（旧）多気町 （2006年1月1日）多気郡多気町新設のため
- 多気郡勢和村 （2006年1月1日）多気郡多気町新設のため
- 多気郡（旧）大台町 （2006年1月10日）多気郡大台町新設のため
- 多気郡宮川村 （2006年1月10日）多気郡大台町新設のため
- 南牟婁郡（旧）紀宝町 （2006年1月10日）南牟婁郡紀宝町新設のため
- 南牟婁郡鵜殿村 （2006年1月10日）南牟婁郡紀宝町新設のため